# WNET
WNET (também conhecida como THIRTEEN) é uma emissora de televisão estadunidense licenciada para Newark, Nova Jersey, porém sediada em Nova York, no estado homônimo. Opera no canal 13 (12 VHF digital), e é a principal emissora membro da PBS para o mercado de Nova York. Pertence a WNET.org (antigamente conhecida como Educational Broadcasting Corporation), que também é proprietária da emissoras irmãs WLIW (canal 21), de Garden City, Nova York, e 2 emissoras de classe A que compartilham frequência digital com a WNET: A WMBQ-CD (canal 46) e a WNDT-CD (canal 14). Por meio de um contrato de terceirização, a WNET também controla a rede estadual membra da PBS de Nova Jersey, NJ PBS, e o site NJ Spotlight News. A WNET também atua (não oficialmente) como uma das três emissoras principais da PBS, ao lado da WGBH-TV de Boston e da WETA-TV de Washington, D.C.
A WNET e a WLIW compartilham estúdios no One Worldwide Plaza, em Midtown Manhattan, com um estúdio auxiliar no complexo do Lincoln Center, no Upper West Side de Manhattan, e sua torre de transmissão está localizada no One World Trade Center.

## História

### Emissora independente (1948–1962)
A emissora entrou no ar em 15 de maio de 1948, por meio de um transmissor localizado no topo da First Mountain em West Orange, Nova Jersey, com o prefixo WATV. Na época, era uma emissora de televisão comercial de propriedade da Atlantic Television, uma subsidiária da Bremer Broadcasting Corporation. Frank V. Bremer, o CEO, também possuía duas estações de rádio de North Jersey, a WAAT (970 AM) e WAAT-FM (94,7 MHz). As três estações foram baseadas no Teatro Mesquita em 1020 Broad Street em Newark. WATV foi a primeira de três novas emissoras no mercado de televisão de Nova York a entrar no ar durante 1948, e também foi a primeira emissora independente. O transmissor da WATV foi movido para o Empire State Building em novembro de 1953.
Em 6 de outubro de 1957, a Bremer Broadcasting anunciou que havia vendido suas emissoras por US US$ 3,5 milhões para a National Telefilm Associates (NTA), uma das primeiras distribuidoras de filmes para televisão, juntando-se à sua NTA Film Network. Em 7 de maio de 1958, o prefixo da emissora foi alterado para WNTA-TV para fazer menção a nova propriedade. As emissoras de rádio também adotaram essas letras em seus prefixos. Os recursos financeiros da NTA permitiram que a WNTA-TV produzisse uma programação com maior ênfase nas pessoas e eventos de Nova Jersey, em comparação com outras emissoras comerciais de televisão. A NTA também procurou fazer da emissora o centro de uma nova rede comercial, embora durante sua execução a NTA Film Network tivesse apenas uma noite de programação de rede "dentro do padrão", nas noites de sexta-feira em 1957-1958, e para a maioria dos propósitos a WNTA-TV servia como a vitrine de Nova York para a programação nacionalmente sindicada e produziu várias entradas desse tipo, notadamente a série dramática de antologia Play of the Week, o talk show Open End, apresentado por David Susskind, o show infantil The Magic Clown, e um programa de dança popular apresentado por Clay Cole. A emissora continuou a ficar atrás de outras estações independentes de Nova York, como a WNEW-TV (canal 5), WOR-TV (canal 9) e WPIX (canal 11) em termos de audiência, e a NTA incorreu em uma grande dívida. A National Telefilm Associates colocou suas emissoras à venda em fevereiro de 1961.
Pelo menos três compradores em potencial expressaram interesse na WNTA-TV. O mais proeminente era o grupo da Educational Television for the Metropolitan Area (ETMA), com sede em Nova York, um consórcio de empresários, líderes culturais e educadores que pretendia transformar a WNTA-TV em uma emissora educacional. A essa altura, era óbvio que a frequência não comercial que a Federal Communications Commission (FCC) originalmente alocou para a cidade, canal 25 UHF, não seria adequada o suficiente para cobrir um mercado que se estendia desde Fairfield County, Connecticut, em ao norte, até o condado de Ocean, em Nova Jersey, ao sul. Antes de 1964, quando a FCC exigia que os fabricantes de televisão incluíssem sintonizadores UHF em aparelhos mais novos de acordo com a  All-Channel Receiver Act, aprovada em 1961, a maioria dos telespectadores não podia ver as emissoras UHF, exceto com um conversor caro; apenas alguns fabricantes fizeram equipamentos com afinação UHF integrada. Mesmo para aqueles que podiam acessar as estações UHF, a recepção era ruim mesmo nas melhores condições. 
Com a ajuda da Universidade do Estado de Nova York, a ETMA tentou comprar a emissora e convertê-la em uma emissora não comercial em 1957, quando a Bremer Broadcasting colocou a estação no bloco. Esta oferta foi posteriormente retirada. Desta vez, a ETMA estava competindo com o presidente fundador da NTA, Ely Landau, que havia se demitido da empresa para comandar seu próprio empreendimento, e por David Susskind, que recebeu apoio financeiro da Paramount Pictures.
A oferta inicial de US$ 4 milhões da ETMA foi rejeitada pela NTA, mas o grupo permaneceu persistente. Com o apoio e orientação da National Educational Television (NET), a ETMA mais tarde recebeu o endosso do recém-nomeado presidente da FCC, Newton N. Minow, que estabeleceu audiências públicas para discutir o destino do canal 13. O pêndulo mudou rapidamente em favor da ida da emissora para um formato não-comercial, e as empresas privadas retiraram seu interesse.
Em 29 de junho de 1961, a ETMA concordou em comprar a WNTA-TV por US$ 6,2 milhões. Cerca de US$ 2 milhões desse montante vieram uma colaboração de cinco das seis emissoras VHF comerciais restantes (WPIX foi a única que não colaborou), todas as quais ficaram satisfeitas em ver um concorrente eliminado. Além disso, a CBS posteriormente doou uma instalação em Manhattan para ETMA e NET para uso de produção. A FCC aprovou a transferência em outubro e converteu a licença comercial da emissora em uma não comercial.
O então governador de Nova Jersey, Robert B. Meyner, abordando as preocupações dos legisladores estaduais sobre a continuidade da programação específica para Nova Jersey e temendo que a FCC movesse a alocação da WNTA-TV para a cidade de Nova York, entrou com uma petição nos tribunais de apelação dos Estados Unidos em 6 de setembro de 1961, para bloquear a venda da emissora. O tribunal decidiu a favor do estado dois meses depois.
O acordo não fechado quase fez com que a National Telefilm Associates reconsiderasse sua decisão de vender a emissora por completo, fazendo planos para seguir em frente. A WNTA-TV fez uma jogada para adquirir os direitos de transmissão do time de beisebol New York Mets para sua temporada inaugural de 1962. Diante de consumar a transação ou de vê-la cancelada, a ETMA acertou suas dívidas com os funcionários de Nova Jersey em 4 de dezembro de 1961. Depois que alguns problemas de última hora surgiram para causar mais atrasos, a transferência tornou-se definitiva em 22 de dezembro. No mesmo dia, a emissora saiu do ar pela última vez com o prefixo WNTA-TV. A ETMA e a NET começaram a trabalhar na conversão da estação, que anunciaram que voltaria com seu novo formato em três meses.

### Emissora educativa pública (1962-atual)
Dez meses depois, a emissora estava pronta para reestrear. Com Edward R. Murrow, então diretor da United States Information Agency, como apresentador da primeira transmissão, a ETMA mudou o prefixo da emissora para WNDT (significando "New Dimensions in Television") em 16 de setembro de 1962. O retorno da emissora como WNDT deu ao mercado de Nova York sua primeira emissora educativa, e com uma posição de canal na cobiçada banda VHF (em muitas outras cidades, incluindo as grandes, as emissoras educativas tiveram que se contentar com frequências UHF). Richard Heffner foi nomeado o primeiro gerente geral da WNDT, ocupando esse cargo no primeiro ano. Heffner continuou a aparecer na emissora como produtor e apresentador do programa de relações públicas The Open Mind (produzido pela WPIX) até sua morte em dezembro de 2013.
Durante a transição, e após a transmissão inaugural, a WNDT enfrentou uma crise imediata. A American Federation of Television and Radio Artists (AFTRA) estava preocupada com o uso de professores, alguns dos quais eram artistas certificados pelo sindicato, na televisão não comercial e como eles seriam remunerados se seu trabalho fosse distribuído nacionalmente.
AFTRA convocou uma greve na manhã da estreia da WNDT. Engenheiros e técnicos que eram membros da Irmandade Internacional dos Trabalhadores Elétricos (IBEW) se recusaram a cruzar a linha do piquete AFTRA, deixando a administração da emissora e outros funcionários não sindicalizados para produzir a transmissão inaugural de três horas. Imediatamente depois, a WNDT saiu do ar novamente, pois a greve continuou por quase duas semanas. Os trabalhadores em greve colocaram a WNDT ao ar novamente depois de dez dias, e em 28 de setembro, a disputa trabalhista foi resolvida. No entanto, os recursos financeiros da emissora foram drenados, exigindo uma infusão de dinheiro da Fundação Ford para ajudar a manter a emissora funcionando.
A NET queria fundir suas operações com a WNDT, o que teria dado à emissora uma linha direta de financiamento, bem como tornaria a mesma a emissora principal da NET. A Fundação Ford, que apoiou ambos os grupos, interrompeu as fusões propostas em pelo menos duas ocasiões diferentes em 1962 e 1965.
Os eventos que começaram em 1967 levaram a Fundação Ford a mudar sua postura e pressionar por uma fusão entre a WNDT e a NET. A recém-formada Corporation for Public Broadcasting (criada por uma lei do Congresso dos Estados Unidos) inicialmente apoiou a função de rede da NET, ao mesmo tempo que fornecia financiamento do governo para a programação. Mas essa mudança foi seguida, dois anos depois, pelo estabelecimento do Serviço de Radiodifusão Pública como o próprio sistema de distribuição da CPB, o que era uma ameaça direta ao território da NET. Foi sugerido que a criação do CPB foi uma tentativa de conter a produção de documentários polêmicos da NET e substituí-la por uma emissora menos polêmica e amigável ao governo, menos hostil em particular ao Johnson e, posteriormente, aos governos Nixon (a NET ignorou a demanda e continuou com a produção dos documentários aclamados pela crítica). Em um ponto, o presidente Nixon, frustrado com os documentários da NET criticando sua administração, especialmente sua forma de lidar com a Guerra do Vietnã, quase conseguiu cortar pela metade o financiamento de US$ 20 milhões da NET. Como resultado, isso levou a Fundação Ford e o CPB a ameaçar a NET com a retirada do financiamento no início de 1970, a menos que se fundisse com a emissora. Não muito depois, a Fundação Ford intermediou a fusão da WNDT e da NET, que entrou em vigor em 29 de junho de 1970. O prefixo da emissora foi alterado para WNET em 1 de outubro de 1970. A NET cessou as operações de rede três dias depois, no dia 4, com a PBS assumindo no dia seguinte. A Educational Broadcasting Corporation continuou a produzir alguns programas para a programação nacional da PBS com a marca NET até o início de 1972, quando começaram a ser identificados como programas da "WNET/13". Uma consolidação formal da separação empresa entre as instalações de produção nacional e local ocorreram no final daquele ano.
Após a fusão, David Loxton estabeleceu o TV Lab em 1972, com o apoio da Fundação Rockefeller e do Conselho de Artes do Estado de Nova York. O TV Lab forneceu aos artistas equipamentos para a produção de vídeos por meio de um programa de artistas residentes. As séries Independent Documentary Fund e Video Tape Review foram ambas produzidas pelo TV Lab. O TV Lab terminou em 1984, quando o CPB retirou fundos.
Os estúdios e escritórios da WNET estavam originalmente localizados no Mosque Theatre em Newark, posteriormente mudando para o prédio de escritórios Gateway Center, também em Newark. Em 1982, a aemissora mudou suas instalações para o Hudson Hotel na 237 West 58th Street em Manhattan, mantendo os estúdios do Gateway Center por mais alguns anos.
Em 1987, a WNET celebrou seu aniversário de prata com uma série de reprises de programas mais antigos intitulados Thirteen Revisited.
Em 1998, a WNET mudou-se para a 450 West 33rd Street, ocupando os trilhos da ferrovia que ia para a Estação Pensilvânia.
Os equipamentos de transmissão da emissora, incluindo um sistema de transmissão digital recém-instalado, foram destruídas nos ataques terroristas de 11 de setembro de 2001. Gerard (Rod) Coppola, engenheiro-chefe de transmissão da WNET, estava entre os que morreram quando a torre norte desabou. Seus restos mortais foram descobertos em 25 de dezembro de 2001. Por dez meses, a WNYE-TV, sediada no Brooklyn, tornou-se a retransmissora substituta da WNET. Para aqueles sem cabo, repetições do horário nobre da WNET eram transmitidas na WNYE-TV até que a emissora pudesse restabelecer os equipamentos de transmissão no Empire State Building.
Algum tempo depois, em fevereiro de 2003, a WNET concluiu sua fusão com a emissora membra da PBS em Long Island, WLIW (licenciada para Garden City e sediada em Plainview), combinando as duas emissoras em uma só operação. Embora a maioria das operações das duas estações tenham sido fundidas, elas ainda têm estúdios separados, conselhos administrativos separados e conduzem esforços separados de arrecadação de fundos.
Durante 2009, a empresa controladora da WNET, WNET.org, enfrentou dificuldades financeiras e, em janeiro, a empresa reduziu sua folha de trabalho de 500 funcionários para 415, devido a graves problemas com seu orçamento e arrecadação de fundos. Em outubro, a emissora anunciou que seus estúdios na 450 West 33rd Street lo go estariam à venda, pois não precisava mais do espaço extra. Em novembro, a WNET anunciou que todos os funcionários da WNET.org tirariam uma folga de três a cinco dias entre o Natal e o Ano Novo, com uma equipe mínima de engenheiros restante durante esse período para manter as emissoras no ar. No entanto, eles também teriam que tirar férias no início de 2010. Em 2011, a WNET mudou seus estúdios e escritórios para a Worldwide Plaza.
Em 1º de julho de 2011, a WNET assumiu a programação da antiga New Jersey Network, que foi relançada como NJTV (hoje NJ PBS). A rede oferece maior cobertura de jornalismo e questões pertinentes a Nova Jersey, além de programas da WNET e da PBS. A transferência da operação para a WNET era parte do plano do governador Chris Christie para a saída do governo de Nova Jersey da radiodifusão pública. Como parte do acordo, a WNET passou a exibir o telejornal noturno da NJTV em todo o estado, o NJ Today (que foi renomeado para NJTV News em 4 de novembro de 2013), para cumprir suas obrigações de programação local, uma vez que ainda opera em uma frequência licenciada para Newark. Anteriormente, transmitia o noticiário da NJN, NJN News, que foi co-produzido com a NJN de 1978 a 1981, continuando a ser transmitido pela WNET mesmo após a NJN assumir totalmente sua produção.
Em 2014, foram construídos os Tisch WNET Studios no Lincoln Center na esquina sudoeste da 66th com a Broadway. Esta sede abriga dois estúdios de televisão. O espaço também pode acomodar palestras, exibições e shows. A sede é nomeada em homenagem a James S. Tisch e sua esposa, Merryl H. Tisch, cuja doação de US$ 15 milhões foi, na época, a maior doação de cidadãos na história da WNET.
Em 9 de maio de 2017, foi anunciado que a WNET retomaria a transmissão de Lower Manhattan no One World Trade Center até o final do ano.
Em 2019, a WNET adquiriu o site de notícias NJ Spotlight de New Jersey. O NJ Spotlight se fundiu com o departamento de jornalismo da NJTV em 2020 e foi renominado como NJ Spotlight News.

## Sinal digital
| PSIP | Canal digital | Resolução de vídeo | Programação                         |
| ---- | ------------- | ------------------ | ----------------------------------- |
| 13.1 | 12 VHF        | 1080i              | Programação principal da WNET / PBS |
| 13.2 | 12 VHF        | 480i               | PBS Kids                            |

### Trasnsição para o sinal digital
Com base no decreto federal de transição das emissoras de TV estadunidenses do sinal analógico para o digital, a WNET descontinuou a programação regular em seu sinal analógico, no canal 13 VHF, às 12h30 de 12 de junho de 2009. O sinal digital da emisssora mudou de seu canal 61 UHF digital para o canal 13 VHF, onde ficou até 2020, quando trocou para o canal 12 VHF digital.

## Produções originais
- Africa (2001)
- The African-American Journey (2002-2005)
- Aging Out (2005)
- Amato: A Love Affair with Opera (2001)
- Amanpour & Company (2018-atual)
- American Masters (1983-atual)
- The American President (2000)
- Angelina Ballerina (2005-atual; série original foi transmitida de 2002-2003)
- Angelina Ballerina: The Next Steps (2009-2011)
- Assignment America (1974-1975)
- Australia: Beyond the Fatal Shore (2000)
- Barney & Friends* (1992-2010) (série original)
- Bill Moyers Reports: Earth On Edge (2001)
- Black Journal
- Bob the Builder (2005-2018)
- Center of the Storm (2002)
- Changing Stages (2001)
- Charlie Rose (1991-2017)
- Colonial House (2004)
- Cucina Amore (1999-2002)
- Cyberchase (2002-atual)
- Dickens (2003)
- DNA (2003)
- Echoes From the White House (2001)
- EGG, the Arts Show (2000-2003)
- Extreme Oil (2004)
- Firing Line (2018-atual)
- Franny's Feet (2004-2011)
- Freedom: A History of Us (2003)
- Frontier House (2002)
- The Great American Dream Machine (1971-1972)
- Great Food (2001)
- Great Performances (1972-atual)
- Heroes of Ground Zero (2002)
- In Search of Ancient Ireland (2002)
- Innovation: Life, Inspired (2004)
- Jakers! The Adventures of Piggley Winks (2003-2008)
- Justice and the Generals (2002)
- Live from Lincoln Center (1976-atual)
- Local News (2001)
- Lord of the Universe
- MasterChef USA (2000-2001)
- The Mind
- Monarchy
- Moyers on Addiction: Close to Home (1998)
- Nature (1982-atual)
- New York: A Documentary Film (1999-2003; co-produzido com a WGBH-TV)
- Noddy (1998-2000)
- Now on PBS (2002-2010)
- NYC-ARTS (2012; antigamente conhecido como Sunday Arts)
- On Our Own Terms: Moyers on Dying (2000)
- The Open Mind (1956-atual) (co-produzido com a WPIX)
- Our Genes Our Choices (2003)
- Raggs (2008-atual)
- Reagan Needs Help (1979-atual)
- Realidades (1975-1977)
- Red Gold: The Epic Story of Blood (2002)
- Religion & Ethics Newsweekly (1997-2017)
- Reel New York
- The Rise and Fall of Jim Crow (2002)
- Savage Earth (1998)
- Savage Seas (1999; co-produzido com a Granada Television)
- The Secret Life of the Brain (2002)
- Secrets of the Dead (2000-atual)
- Shining Time Station (1989-1993)
- Simon Schama's Power of Art
- The Six Wives of Henry VIII (documentário) (2003)
- Slavery and the Making of America (2004)
- Sound and Fury (2000)
- Soul! (1967-1973)
- Space Racers (2014-atual)
- Srebrenica: A Cry from the Grave (1999)
- Stage on Screen (2001)
- The Story of English
- Sunday Arts
- Tavis Smiley (2004-2017)
- Taxi Dreams (2001)
- That Money Show (2000-2001)
- Thomas & Friends (2004-2017)
- Thomas Hampson: I Hear America Singing (1997)
- Verna: U.S.O. Girl
- As séries A Walk Through... de passeios históricos a pé pela cidade de Nova York: A Walk Through Central Park, A Walk Through Greenwich Village, A Walk Through the Bronx, A Walk Through Brooklyn, A Walk Through Queens, and A Walk Through Staten Island
- Warrior Challenge (2003)
- Who Cares: Chronic Illness in America (2001)
- Who's Dancin' Now? (2001)
- Wide Angle (2002-atual)
- Wild TV (2002)
- Woman Alive! (1974-1977)
- Worldfocus (2008-2010)

A WNET também produziu programas para emissoras de televisão públicas distribuídas fora do sistema PBS, incluindo:
- Planet H2O
- In the Mix: The New Normal, uma co-produção com In the Mix
- What's Up in Factories
- What's Up in Finance
- What's Up in Technology

A WNET também é a entidade co-produtora do PBS NewsHour, junto com a emissora membro da PBS de Washington, D.C., WETA-TV, e a MacNeil-Lehrer Productions. O programa estreou em 1975 como um programa de análise de notícias local, The Robert MacNeil Report. Jim Lehrer, um convidado frequente no programa de MacNeil, tornou-se co-apresentador no ano seguinte, quando o programa passou a ser transmitido por outras emissoras da PBS. Atualmente, a partir de 2014, a WNET produz edições de fim de semana do PBS NewsHour, enquanto a WETA-TV produz as edições de segunda a sexta.

## Controvérsias

### Uso indevido de subsídios federais
Em 2010, o escritório do Procurador dos Estados Unidos para o Distrito Sul de Nova York entrou com uma ação judicial afirmando que a subsidiária da WNET, a Educational Broadcasting Corporation, utilizou indevidamente o dinheiro da concessão no valor de US$ 13 milhões, doado pela National Science Foundation, o National Endowment for the Humanities e o National Endowment for the Arts entre setembro de 2001 e janeiro de 2008. O processo afirmava que a WNET havia usado o dinheiro concedido para a produção de programas, incluindo American Masters, Great Performances e Cyberchase para outros fins. A WNET resolveu o processo em junho de 2010, devolvendo ao governo dos Estados Unidos US$ 950.000, prometendo instituir um programa para garantir que honrassem todos os requisitos de subsídios federais futuros e concordando em não receber US$ 1.015.046 em dinheiro de subsídios federais que estava prestes a ser premiado. O vice-presidente e conselheiro geral da WNET, Robert Feinberg, disse ao The New York Times: "Este não é um cenário que queremos repetir e não temos intenção de repeti-lo".

### Influência de membro do conselho na programação
Em novembro de 2012, a WNET estava programada para exibir o filme Park Avenue: Money, Power and the American Dream, de Alex Gibney, produzido pela Independent Lens. O filme comparou a diferença de riqueza entre os residentes de Nova York da Park Avenue no Bronx e os residentes ricos de um exclusivo bloco de apartamentos em Manhattan na Park Avenue 740, incluindo David Koch, um empresário bilionário e ativista político. Na época, Koch era membro do conselho da WNET e planejava fazer "uma doação de sete dígitos, talvez mais" para a emissora. A polêmica estourou quando o The New Yorker revelou em maio de 2013 que, para apaziguar Koch, o presidente da WNET, Neal Shapiro, ligou para Koch oferecendo-lhe a oportunidade de exibir o filme de Gibney antes da transmissão e refutá-lo depois da exibição com uma declaração escrita. Shapiro disse ao The New Yorker que "acabou de ligar para David Koch. Ele está em nosso conselho. Ele é o maior personagem principal. Ninguém mais, apenas David Koch. Porque ele é um curador. É uma cortesia. Não me lembro de ter feito algo parecido com isso [antes]". A WNET substituiu a introdução do filme por Stanley Tucci com uma nova introdução chamando o filme de "polêmico" e "provocativo". Imediatamente após a transmissão, eles transmitiram uma declaração das Indústrias Koch criticando o filme como "decepcionante e divisivo", embora um porta-voz da Koch tenha dito que David Koch só assistiu ao trailer. A emissora seguiu a declaração com uma mesa redonda no ar onde o moderador mencionou repetidamente que as contribuições filantrópicas de Koch totalizaram um bilhão de dólares. Gibney não foi convidado a comparecer à mesa redonda e foi citado como tendo dito: "Por que a WNET está oferecendo favores especiais ao Sr. Koch? E por que a emissora permitiu que Koch fizesse uma crítica a um filme que ele nem tinha visto? Dinheiro. O dinheiro fala. Eles tentaram minar a credibilidade do filme e eu não tive oportunidade de defendê-lo". Koch não fez a grande doação para a WNET, e renunciou ao conselho em 16 de maio de 2013.

### Questões éticas com financiamento
Em setembro de 2013, a WNET lançou uma série chamada The Pension Peril, examinando a sustentabilidade econômica das pensões públicas e promovendo cortes em seu financiamento. Em 18 de dezembro de 2013, Neal Shapiro, presidente e CEO da WNET foi citado em um comunicado à imprensa dizendo "este é o tipo de história de política pública complexa que apenas a televisão pública cobre de forma aprofundada e contínua. A WNET está preparada para liderar e promover o diálogo sobre esta situação desafiadora em toda a mídia pública, na PBS, na rádio pública e online".
Em 12 de fevereiro de 2014, o PandoDaily relatou que o único patrocinador do The Pension Peril foi o ex-comerciante da Enron John D. Arnold, que apoiou financeiramente os esforços para cortar os benefícios de pensão dos funcionários públicos. Stephen Segaller, vice-presidente de programação da WNET, disse ao The New York Times em 13 de fevereiro de 2014 que tinha "convicção absoluta" de que a Fundação Laura e John Arnold era um financiador admissível e que o financiamento não violava a regra de "percepção" da PBS. Em 14 de fevereiro, Segaller disse ao The New York Times que a WNET havia revertido o curso após discutir com a PBS "os fatos e a ótica. Todos nós levamos muito, muito a sério qualquer sugestão de que há um problema de percepção sobre a integridade de nosso trabalho ou das fontes do nosso financiamento, e chegamos à conclusão de que é melhor errar por excesso de cautela". A WNET e a PBS emitiram uma declaração conjunta dizendo que a série entraria em um hiato e a WNET retornaria a doação de US$ 3,5 milhões que recebeu da Fundação Laura e John Arnold. Segaller disse no comunicado: "Cometemos um erro, puro e simples". O ombudsman da PBS, Michael Getler, comentou que o artigo de PandoDaily "ilumina, mais uma vez, o que me parece ser compromissos éticos nos arranjos de financiamento e falta de transparência real para os telespectadores causada, em parte, pelas complicadas demandas de financiamento necessárias para apoiar radiodifusão pública, e em parte por gestores que tomam algumas decisões questionáveis ".[carece de fontes?]
Getler acrescentou que a WNET "deu muito errado" e que sua "decisão de aceitar uma concessão de US US$ 3,5 milhões da Arnold Foundation, com um interesse declarado na 'reforma dos benefícios dos funcionários públicos', é reprovada no próprio 'teste de percepção' da PBS, que faz parte do os Padrões e Práticas de Financiamento do serviço".

### Negligenciação da missão pública
No final de 2014, o chefe de programação da WNET, Stephen Segaller, recebeu críticas generalizadas por propor empurrar os vários premiados documentários Independent Lens e POV de um horário nobre para uma emissora secundária, a WLIW. Mais de 2.000 documentaristas assinaram uma petição, declarando que a ação da WNET levaria os programas a serem marginalizados pelas afiliadas da PBS em todo o país e teria um efeito severo na produção de documentários de ponta. Entre os oponentes proeminentes do reescalonamento de POV e Independent Lens estavam os cineastas Alex Gibney e Laura Poitras, que fizeram campanha contra um movimento semelhante pela WNET em 2012. O produtor de TV Norman Lear escreveu um artigo no The New York Times, acusando a WNET e a PBS de uma perseguição por audiência que "poderia devastar a produção de documentários independentes". Ele criticou a emissora por "ameaçar, pela segunda vez em quatro anos, rebaixar documentários, que estão no cerne de sua missão pública". Muitos dos assuntos cobertos por POV e Independent Lens, como a influência dos irmãos Koch sobre a política americana no filme de Alex Gibney, foram controversos, levando o Indie Caucus, um grupo de cineastas independentes, a especular se os assuntos provocantes que exploraram também poderiam ser relegando-os à programação de TV mais obscura. Segaller disse que era "absurdo" sugerir que a WNET tinha uma agenda de censura quando os dois programas estavam em exibição por mais de uma década. "Um momento de disputa em uma história de muitos anos não significa uma conspiração", declarou ele. Em abril de 2015, a WNET cedeu e restaurou ambas as vertentes aos seus horários originais.

### Imprecisão e influência imprópria
Em junho de 2015, uma polêmica na mídia forçou a WNET a adiar a terceira temporada de Finding Your Roots quando o hackeamento da Sony Pictures revelou, através de e-mails hackeados, que um assunto da série, Ben Affleck, havia feito lobby para que material relacionado a parentes que possuíram escravos sejam removidos do programa. Essas edições que violaram os padrões de ética da PBS trouxeram fortes críticas da mídia à WNET e aos produtores do programa. A PBS emitiu um comunicado dizendo que "os co-produtores da série violaram os padrões da PBS por não protegerem o processo criativo e editorial de influências impróprias e por não informarem à PBS ou a WNET os esforços do Sr. Affleck para afetar o conteúdo do programa". O comunicado prometia que o episódio seria retirado da distribuição e que a série empregaria "um genealogista independente para revisar todas as versões dos episódios do programa quanto à exatidão factual". Após a suspensão da série, o portal Adweek comentou: "A emissora entende claramente que sua integridade foi posta em causa por essa polêmica. Mesmo que eles entendessem de onde vinham os produtores do programa quando decidiram atender ao pedido, a PBS e a veracidade de tudo o que está incluído em seus documentários, exige uma ação decisiva que transmita a gravidade dessa infração". A série voltou ao ar em janeiro de 2016.

## Na cultura popular
Billy Joel mencionou a WNET em uma das letras de sua música "Pressure", de 1982: "Toda a sua vida é o canal 13. Vila Sésamo, o que significa?"[carece de fontes?]
A emissora também é mencionada em um episódio da sitcom da NBC, Seinfeld, "The Pledge Drive", de 1994, onde o peronsagem Jerry Seinfield concorda em ajudar um evento público de arrecadação de fundos para a WNET.[carece de fontes?]